# فاكلاف ماريك
فاكلاف ماريك (بالتشيكية: Václav Marek)‏ هو مترجم وكاتب ومصور تشيكي، ولد في 5 مارس 1908 في Sadská ‏ في التشيك، وتوفي في 14 مايو 1994 في براغ في التشيك.